# لشکر ۱۶۲ زرهی هاپلادا
لشکر ۱۶۲ زرهی هاپلادا (عبری: עֻצְבַּת הַפְּלָדָה‎) یا لشکر هاپلادا لشکر زرهی نیروی زمینی اسرائیل، زیرمجموعه سپاه زرهی اسرائیل و تحت امر فرماندهی جنوبی است، که در سال ۱۹۷۳ تأسیس شد.
این لشکر در جنگ یوم کیپور، جنگ اسرائیل و لبنان، نبرد ۲۰۱۴ اسرائیل و غزه و جنگ غزه به‌عنوان یگان عمل‌کننده حضور داشت.

## تاریخچه
این لشکر نقش مهمی در جنگ یوم کیپور در سال ۱۹۷۳ در سینا، تحت فرماندهی آوراهام عدن، ایفا کرد.
اگرچه در آن زمان به فرماندهی مرکزی وابسته بود، لشکر ۱۶۲ از ژوئیه تا اوت ۲۰۰۶ در نبردهایی علیه حزب‌الله در بخش غربی جنوب لبنان و شمال بنت جبیل شرکت کرد. این لشکر به رودخانه استراتژیک لیتانی رسید که لبنان تحت کنترل حزب‌الله را از مرکز لبنان جدا می‌کند. لشکر ۱۶۲ زرهی تا ۲۷ سپتامبر در درگیری‌هایی با حزب‌الله شرکت داشت.

## جنگ غزه
در ۱۷ فوریه ۲۰۲۵، نیروهای دفاعی اسرائیل اعلام کردند که لشکر ۱۶۲ رسماً عملیات ۱۵ ماهه خود را در نوار غزه به پایان رسانده است. مسئولیت منطقه حائل نظامی در بخش شمالی نوار به لشکر ۲۵۲ سینا واگذار شد. طبق گفته ارتش اسرائیل، لشکر ۱۶۲ در جریان حمله اسرائیل به نوار غزه، ۲۶۵ سرباز خود را از دست داد که طی آن تونل‌های متعددی را تخریب و هزاران نفر از فعالان حماس را کشت. بخش جنوبی منطقه حائل و همچنین کریدور فیلادلفی در امتداد مرز مصر و غزه، همچنان تحت مسئولیت لشکر ۱۴۳ غزه است.